# Statoil (加油站)
Statoil是一个运营于北欧八个国家的连锁加油站。该连锁由挪威国家石油公司经营，拥有超过2,000 家加油站，包括无人运营的1-2-3连锁网络。

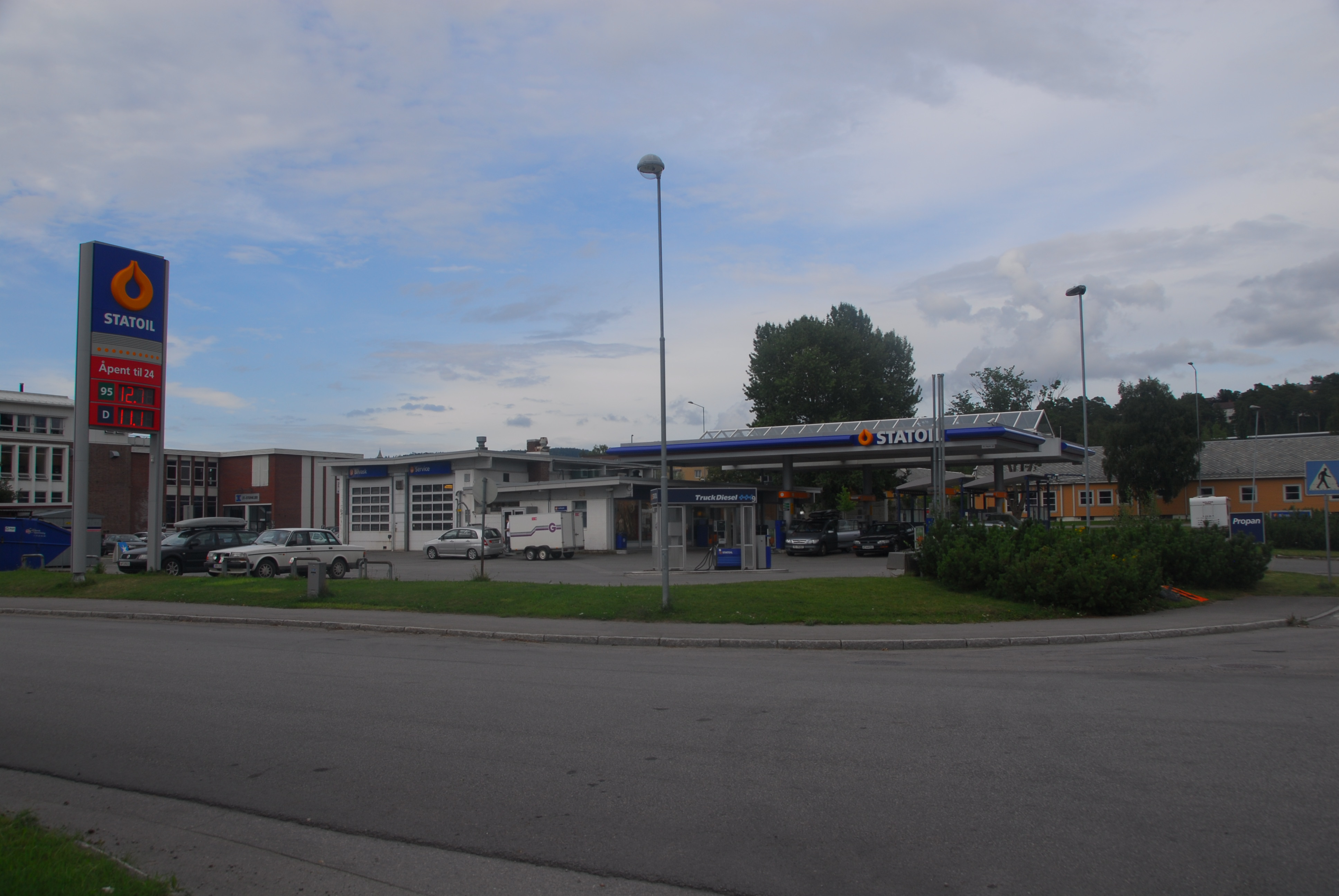
Statoil 加油站in Steinkjer, Norway

## 加油站
- 丹麦: 329
- 瑞典: 600
- 挪威: 500
- 爱沙尼亚: 46
- 拉脫維亞: 60
- 立陶宛: 66
- 波蘭: 200
- 俄羅斯: 8

## 历史
1980年代中叶挪威国家石油公司决定在北欧建立自己独立的加油站网络。公司先是于1985年在丹麦和瑞典购买了埃索加油站网络，继而又在挪威购买了Norol网络，并将它们命名为Statoil。1972年，公司购买了英国石油在爱尔兰的加油站资产，后于1990年代初进入东欧市场。无人经营的1-2-3加油站网络则于2001年开始运营。在收购爱尔兰石油公司后，位于 爱尔兰共和国的加油站重命名为Topaz。